# Conférence épiscopale tchèque
La Conférence épiscopale tchèque (en tchèque : Česká biskupská konference, abrégé ČBK) est une conférence épiscopale de l’Église catholique qui réunit les ordinaires de Tchéquie.
La conférence est représentée à la Commission des épiscopats de l’Union européenne (COMECE). Son président participe également au Conseil des conférences épiscopales d’Europe (CCEE), avec une petite quarantaine d’autres membres.

## Membres
La conférence est constituée des évêques titulaires (dont les archevêques et les évêques auxiliaires) des huit diocèses (dont deux archidiocèses), et de l’éparque de l’Église grecque-catholique tchèque, soit une grosse quinzaine de membres :
- Province ecclésiastique de Bohême :
  - Jan Baxant (cs), évêque de Litoměřice (cs)[4] ;
  - Jan Graubner, archevêque de Prague[Note 1] ;
  - Tomáš Holub (cs), évêque de Plzeň (cs)[5] ;
  - Josef Kajnek (cs), évêque auxiliaire de Hradec Králové (de)[6] ;
  - Vlastimil Kročil, évêque de České Budějovice[7] ;
  - Václav Malý, évêque auxiliaire de l’archidiocèse de Prague[8] ;
  - Pavel Posád (cs), évêque auxiliaire de České Budějovice[9] ;
  - Jan Vokál (cs), évêque de Hradec Králové (de)[10] ;
  - Zdenek Wasserbauer (cs), évêque auxiliaire de l’archidiocèse de Prague[11] ;
- Province ecclésiastique de Moravie (l’archidiocèse d’Olomouc n’ayant pour le moment pas d’archevêque, après le départ de Jan Graubner pour Prague) :
  - Vojtěch Cikrle (cs), évêque de Brno (de)[12] ;
  - Pavel Konzbul (cs), évêque auxiliaire de Brno (de)[13] ;
  - Martin David (cs), administrateur apostolique d'Ostrava-Opava (de)[14] ;
  - Josef Nuzík (cs), évêque auxiliaire de l’archidiocèse d’Olomouc[15] ;
  - Antonín Basler (cs), évêque auxiliaire de l’archidiocèse d’Olomouc[16] ;
- Église grecque-catholique tchèque :
  - Ladislav Hučko, exarque apostolique[17].

Les évêques émérites peuvent également être invités aux réunions, mais leur avis n’est que consultatif :
- Dominik Duka, cardinal et archevêque émérite de Prague[Note 1] ;
- Karel Herbst (cs), évêque auxiliaire émérite de l’archidiocèse de Prague[20] ;
- Josef Hrdlička (cs), évêque auxiliaire émérite de l’archidiocèse d’Olomouc[21] ;
- František Radkovský (cs), évêque émérite de Plzeň (cs)[22].

## Historique
Une première conférence épiscopale est créée pour la fugace République fédérale tchèque et slovaque. La Tchéquie se sépare de la Slovaquie le 1er janvier 1993, et la Conférence épiscopale tchèque est alors créée — les évêques faisant encore partie par ailleurs de la conférence épiscopale commune. En 1996, la conférence intègre l’exarque apostolique de l’Église grecque-catholique tchèque, poste créé trois ans auparavant.

## Sanctuaires
La conférence épiscopale a désigné un sanctuaire national, la cathédrale Saint-Guy-Saint-Venceslas-et-Saint-Adalbert de Prague.